# ラムヌス

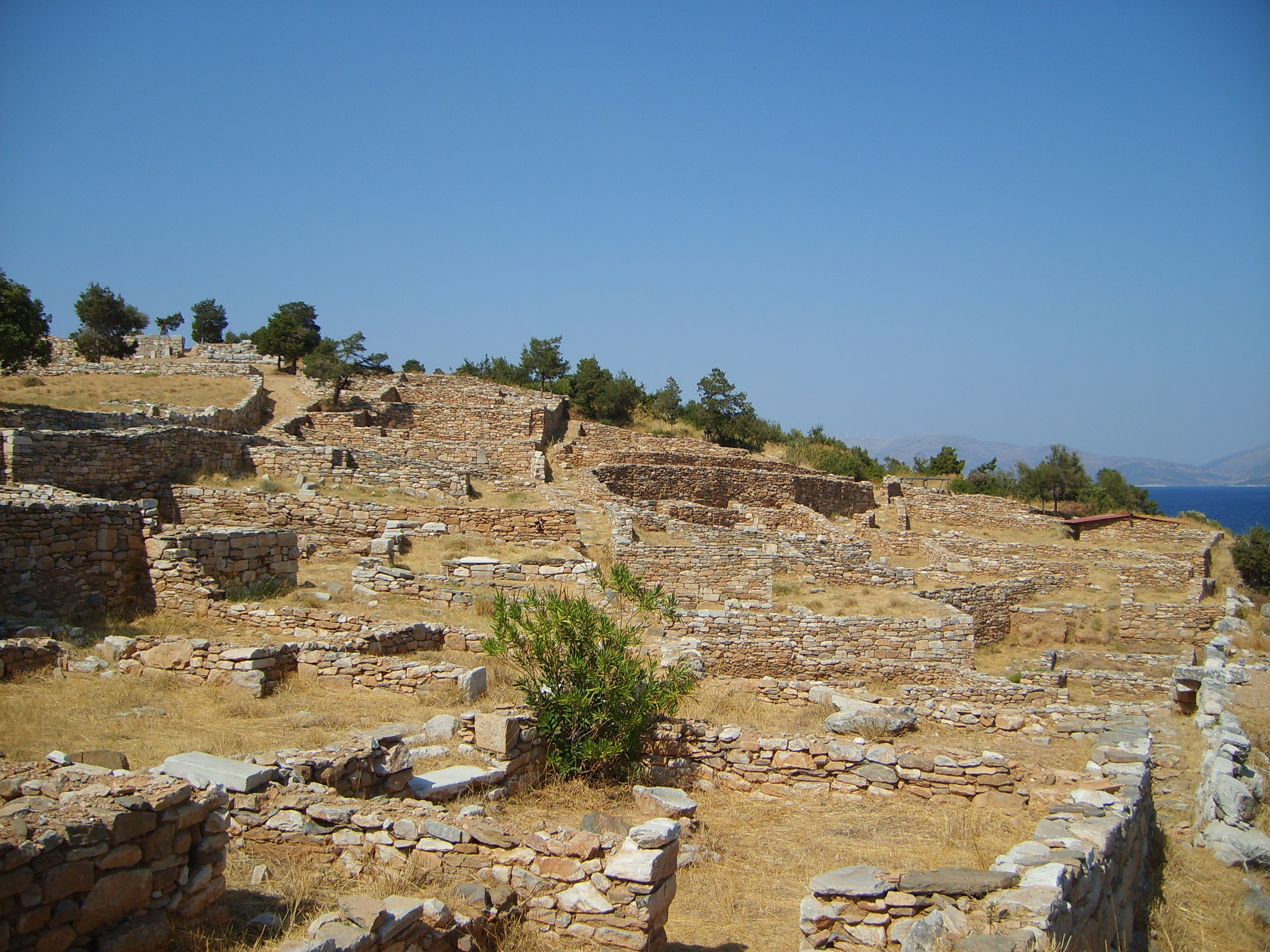
都市の様子。

ラムヌス（古希: Ῥαμνοῦς, 英: Rhamnous）は、古代ギリシアのアッティカ地方の都市である。ラムヌースとも表記される。ラムヌスはエウリポス海峡を見下ろすことができる海岸にあり、その印象的な遺跡は現在、マラトン市のアギア・マリナ（Agia Marina）の町の北西に位置している。
この遺跡は古代ギリシアにおける復讐の女神ネメシスを祀った最も重要な聖域として古代世界で有名だった。他にネメシスの有名な聖域にスミュルナがあった。
ラムノスはアッティッカ地方で最も保存状態の良いデモスの遺跡である。アッティカの航路上の拠点として戦略的に重要な位置にあり、アテナイのエペーボス（若い青年男子）で構成された守備隊によって守りが固められていた。城塞化されたアクロポリスはその両側にある2つの小さな港を支配していた。これらの港は古くから広範囲にわたる沈泥で塞がっていたが、ペロポネソス戦争中はアテナイに向けて穀物が輸出されていた。

## 歴史
ラムノスはアイアンティス部族に属する古代アッティッカ地方のデモスである。その名前はまだその地に見ることが出来る厚いとげのある低木に由来している。町はアッティカ地方の東海岸、マラトンから60スタディオンの距離にあり、マラトンからオロポスに至る途上にあった。偽スキュラクスのペリプルスでは城塞化された場所として説明され、デモステネスの法令から、アッティカ地方の主要な城塞の1つと見なされていたらしいことが分かる。プリニウスの時代にはまだ存在していた。
ラムノスは弁論家アンティポンの出身地である。ネメシス神殿は町から少し離れたところにあり、彫刻家ペイディアスが制作したネメシスの女神像があった。パウサニアスによれば、この像はペルシア戦争の折にペルシア人が戦勝記念碑を建設するつもりでマラトンに運び込んでいたパロス島産大理石で制作されたという。像は巨大で、高さは10キュビットあり、加えて土台に数体の浮彫が彫刻されていた。他の著述家はこの像の制作者がペイディアスの弟子であるパロス島出身の彫刻家アゴラクリトスだと述べている。しかしペイディアスはお気に入りの弟子のために自らの作品が神殿を飾るという名誉をあきらめたが、彼こそがこの彫像の真の作者であるというのが一般的な意見であった。
ラムヌスは長さ5キロ（3マイル）の小さな平野にあり、マラトンのように周囲の山々によってアッティカ地方の他の地域から遮断されていた。都市自体は周囲の3分の2が海に囲まれた岩だらけの半島にあり、陸側にぴったり接近した山と狭い尾根でつながっていた。
周囲は約0.5マイルあり、その遺跡はかなりの規模である。正門は狭い尾根の上に位置し、そしてそれに高さ約6.1メートル（20フィート）の南壁が隣接する。正門に通じる細い谷間の上端には、純粋な白亜の大理石の壁で支えられた大きな人工の基壇の上にネメシス神殿の遺跡がある。しかし、テメノス（τέμενος）または神聖な囲い地を形成したこの基壇には、連続し互いに完全には平行ではない2つの神殿があった。より大きな神殿は長さ22メートル（71フィート）、幅10メートル（33フィート）の横長の六角形で、側面に12本の柱があり、通常の様式でプロナオス（前室）、ケラ（内陣）、およびポスティクム（後室）があった。小さい神殿は長さ9.4メートル（31フィート）、幅6.4メートル（21フィート）あり、ケラのみで構成されていた。大きな神殿の遺跡の中では、ラムヌスのネメシス像のサイズと一致する巨大な彫像の断片がいくつか発見された。しかしこれらの断片はパウサニアスが述べているようにパロス島産ではなく、アッティカ産の大理石で作られていた。とはいえ、19世紀初頭にこの遺跡を訪れたウィリアム・マーティン・リークが、ペルシア人によってもたらされた大理石の岩塊の物語は作り話か、あるいはパウサニアスに神域について語った神官の思いつきであったと述べたのはありえないことではない。小さな神殿の遺跡の中からはアイギネタン派（Aeginetan school, アイギナ島を中心とする彫刻の一派）の古風な様式の、頭と肩を欠いた等身大の彫像の断片が発見された（現在、大英博物館所蔵）。この像や小さな神殿の小型で粗雑な建築から判断すると後者はより古い神殿と思われる。このような理由から、小さな神殿はペルシア戦争以前のものであり、マラトンの戦いの直前にペルシア人によって破壊された。そして、より大きな神殿はネメシス崇拝を侮辱したペルシア人に復讐した女神に敬意を表して新たに造営されたと推測されている。小さな神殿の前には白い大理石の椅子（θρόνοι）が2つあり、それぞれ「Νεμέσει Σώστρατος ἀνέθηκεν」および「Θέμιδι Σώστρατος ἀνέθηκεν」という碑文が刻まれており、そのうち後者に刻まれた碑文は小さな神殿が女神テミスに捧げられていたことを推測させる。しかしどちらの神殿もネメシスに捧げられ、小さな神殿は大きな神殿が建てられる以前に廃墟となっていた可能性が高い。ただし、椅子の碑文の文字と長母音の形式がマラトンの戦いよりもずっと後の時代に属していることを明確に示しているという事実から、小さな神殿の破壊の時期について困難が生じる。クリストファー・ワーズワースは、神殿が破壊された後にこれらの椅子が捧げられたと推測するのはばかげていると考え、ペロポネソス戦争の終わり頃にスパルタのペルシア同盟国によって神殿が破壊されたと推測している。

## 考古学

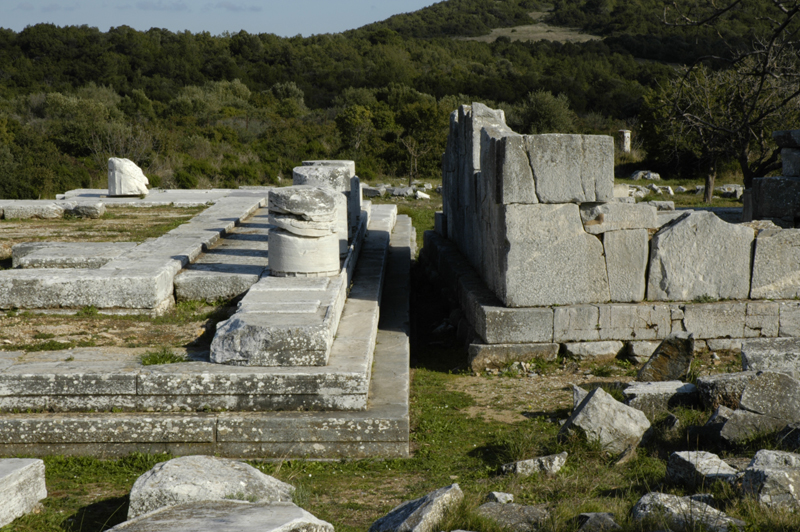
紀元前5世紀（左）とアルカイック期（右）の東の神殿の眺め。

ラムヌスでの最初の発掘調査は1813年にイギリスのディレッタンティ協会によって行われ、1880年にはディミトリオス・フィリオスによってアクロポリスの小規模な発掘が行われた。1890年から1893年にかけてヴァレリオス・スタイスは継続的にアクロポリスと聖域の発掘調査を行った。1922年から1923年および1947年には、アナスタシオス・オルランドス、ウィリー・ズシエッツシュマン、ウィリアム・ヒュー・プロマー（William Hugh Plommer）、ウィリアム・ベル・ディンズムア、ジャン・プイヨー、J・マルカデ（J. Marcadé）によって研究と調査が実施された。1958年にアッティカ監督官のエフティミオス・マストロコスタス、および1960年にI・D・コンディス（I. D. Kondis）およびヴァシリオス・ペトラコス（Vassilios Petrakos）によって発掘が行われた。
ラムノスの歴史の理解は、城塞と遺跡の碑文を研究したジャン・プイヨーの仕事によって大いに改善された。

### ネメシスの聖域
ネメシスの聖域は後の都市の南約630mの位置にある。ネメシスとテミスの2つの神殿は非常に近くに位置する遺跡で見ることができる。近代において、遺跡を文書化した称賛すべき仕事を最初に行ったのは1813年のジョン・ピーター・ガンディである。当時、学問分野の先駆者であったガンディは、聖域の神殿が今よりずっとよく保存されていたために、そうしなければ失われるはずだった多くの情報をメモと図面で記録した。

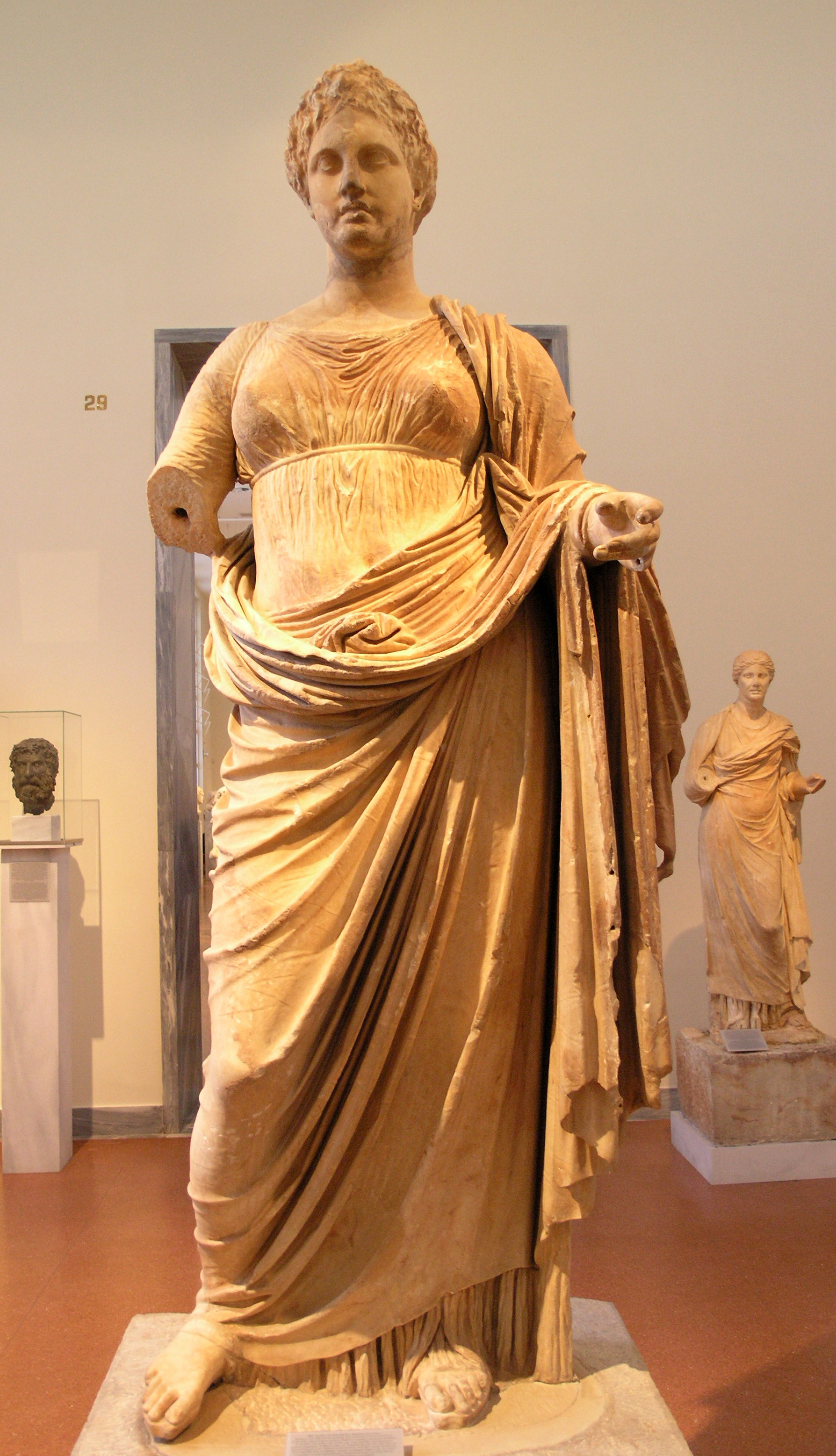
ラムヌスのテミス像。ラムヌス出身の彫刻家カイレストラトス（Chairestratos）の作品。アテネ国立考古学博物館所蔵。

#### 小神殿
最古の神殿は紀元前6世紀後半に始まり、多孔質の石材で建てられたこと、少数のラコニアの屋根瓦が用いられたことから知られており、おそらく紀元前480年から479年にペルシア人によって破壊されたと考えられている。紀元前5世紀初頭に6×12のドーリス式の小さな神殿（6.15 x 9.9m）が、女神テミスとネメシスの両方の初期の遺跡の上に建てられた。そのことはポーチに設置された紀元前4世紀頃の2つの大理石の椅子に捧げられた碑文で示されている。前者は正しい秩序の擬人化であり、後者は秩序に違反した者への復讐者である。神殿の階段には石碑を建てるためのいくつかの切り抜きがあり、神殿は地元産の暗い大理石で建てられ、テラコッタの瓦で屋根が葺かれていた。ケラの壁と聖域の基壇のテラスはレスボス島の多角形の石積み（Lesbian masonry）で築かれている。この神殿は後に崇拝の対象となった神像を保管するための大神殿の宝物庫として役立ったのだろう。ケラから発掘されたテミス像と他のいくつかの奉納品は、現在、アテネ国立考古学博物館に所蔵されている。この建物は4世紀まで存続した。

#### ネメシス神殿

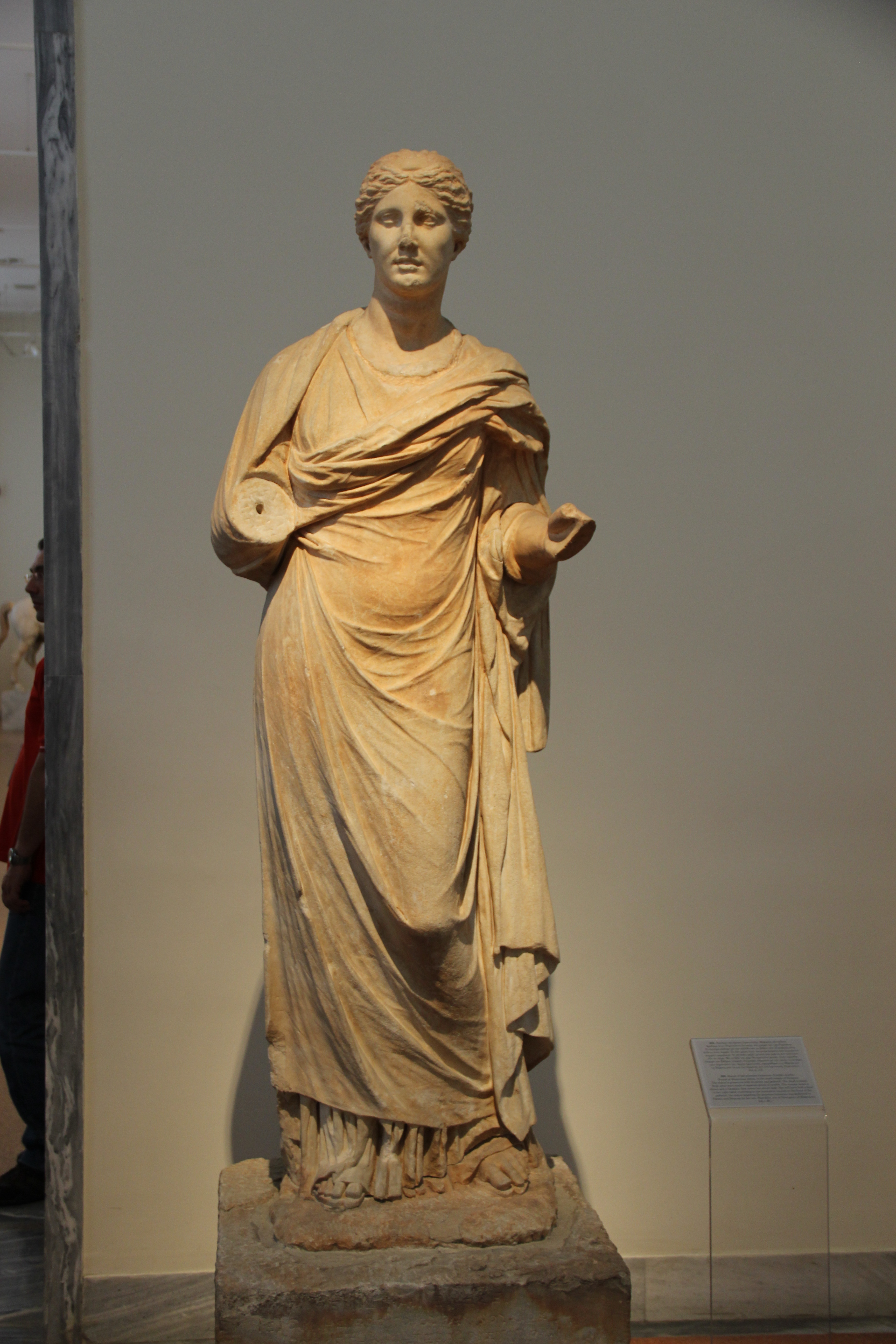
ラムヌスから出土した女神官アリストノエの像。アテネ国立考古学博物館所蔵。

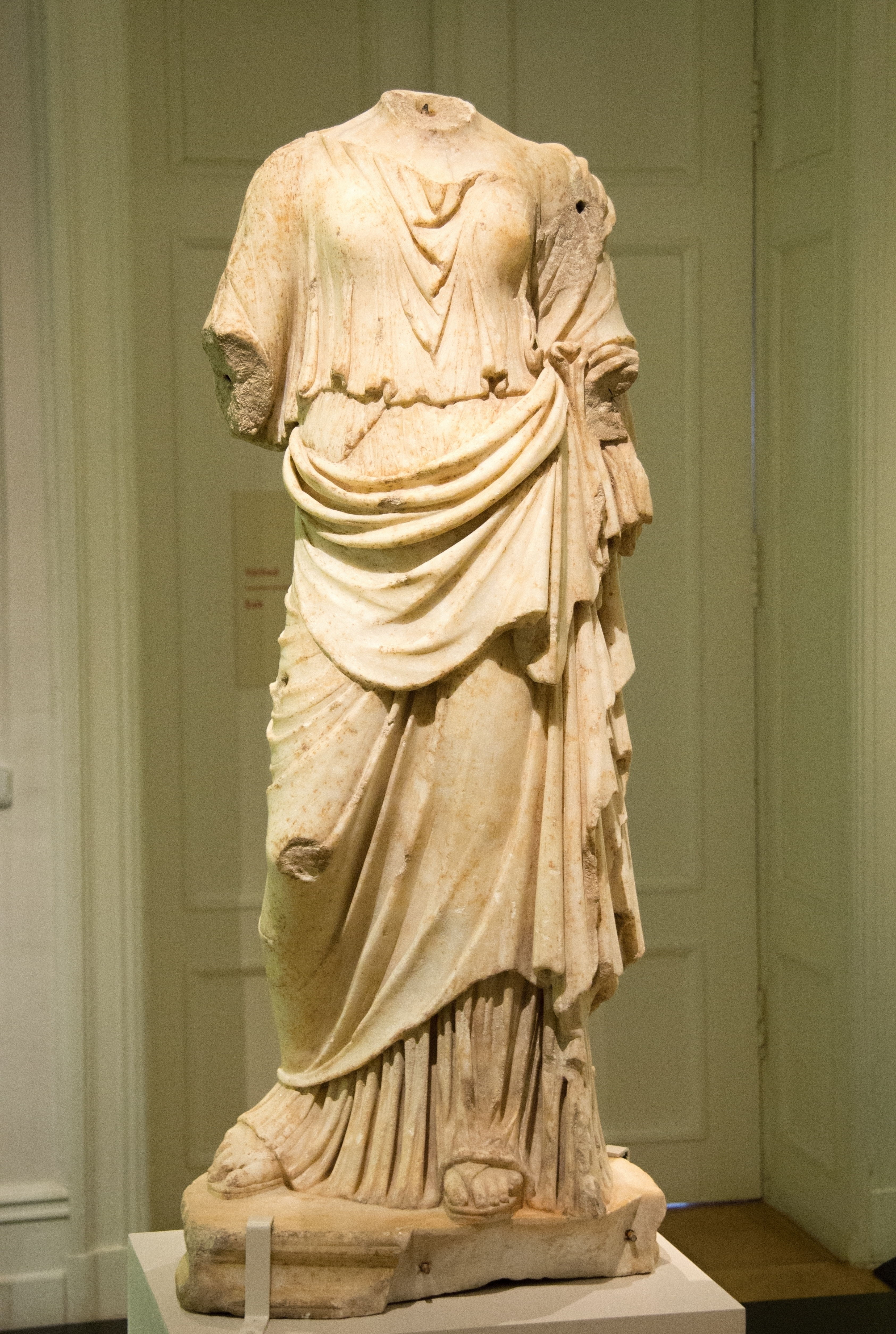
ラムヌスのネメシス神像のより小型のローマンコピー。プラハ、キンスキー宮殿所蔵。

ネメシスの大きな神殿の建設は前460年から前450年頃に始まり、前430年から前420年頃まで続いた。アテナイのヘパイストス神殿、スニオン岬のポセイドン神殿、アカルネスのアレス神殿を設計した建築家カリクラテスが設計したと考えられている。パルテノン神殿がアテナイに建設されたペリクレスの治世中に、巨大な多角形のテラス壁のある基壇の上にドーリス式ペリペテロスの神殿として建設された。エウテュンテリアと最下段のクレピドーマは地元産の暗い大理石で作られ、残りは白い大理石で作られた。紀元前431年に始まったペロポネソス戦争は神殿の完成を中断させたにちがいなく、円柱の縦溝の彫刻は行われず、ステュロバテスの石材は未完成のままであり、損傷しやすい角や上面に、保護用の余分な大理石を保持していた。ペディメントに彫刻はなく、彫刻で装飾されたメトープもなかったが、屋根は彫刻のアクロテリアで装飾されていた。
オリジナルである神殿の建設後のある時点で神殿の東端がひどく損傷し、その後、上部の層が新しい石材で修復された。この地域や他の神殿の損傷、アテナイの記念碑の破壊は、マケドニア王フィリッポス5世の軍隊が前200年の襲撃の最中に引き起こしたものと考えられている。ネメシス神殿の修復に使用された石材は元の石材とは異なり、加えて細工がまったく異なっていることは古い古典神殿への関心が再興したローマ時代に修復が行われたことを示唆している。神殿東端にあるアーキトレーブ中央の石材には、デモスによる女神リウィア・ドルシッラの再奉献の碑文が刻まれており、修復に関連している可能性がある。この再建には、フリーズ、ゲイソン、おそらくティンパノン、レーキングゲイソン、アクロテリア、およびおそらくシマと、屋根瓦、天井の格間の一部の複製を作成することが必須であった神殿東端の交換を伴っていたため、費用がかかったことは想像に難くない。荒廃していたアッティカ地方の他の神殿とは異なり、ネメシス神殿は有用な部分が剥ぎ取られたり、アテネに全て移されたりすることはなかった。代わりに、地元の重要な記念碑として誇りを持って修復された。

#### ネメシス女神像
大神殿のケラにはペイディアスの弟子であるアゴラクリトスが彫刻したネメシス像が収められていた。この有名な女神像は神殿の地下室に立ち、高さは約4メートルあった。古代ローマの歴史家であり美術通であったウァッロはこの像をギリシア彫刻の白眉と見なした。金の王冠を取り付けるための穿孔が付いた、ネメシス神像に由来する等身大の大理石の頭部のひどく損傷した遺物は19世紀初頭にイギリスの建築家ジョン・ガンディによって発見され、現在は大英博物館のコレクションの一部となっている。これは前440年から前432年に制作されたパルテノン神殿のペディメント彫刻と様式的に類似している。
オリジナルの彫像の多くの部分は、初期のキリスト教徒による破壊で散らばった数百の破片から回収と再建が行われ、これにより小規模な合計11個のローマンコピーの同定を可能にした。高さ約90センチ、幅240センチの彫像の土台部分も再建された。土台の3面にほぼ一周して彫刻された場面は、ギリシア神話のスパルタ王妃レダが娘のヘレネを実の母ネメシスのもとに連れて行く様子を示している。

#### ローマ時代
ローマ時代の紀元後46年頃、アウグストゥスの妻である神格化されたリウィア・ドルシッラと皇帝クラウディウスへの奉献が聖域で行われた。2世紀にはヘロデス・アッティクスは皇帝マルクス・アウレリウス・アントニヌスとルキウス・ウェルスの胸像と、彼の生徒ポリュデウキオン（Polydeucion）の像を捧げた。ラムヌスのネメシス崇拝は西暦382年の東ローマ皇帝アルカディウスの命令で正式に終了し、土地に残っている多神教神殿の破壊を命じた。

## ギャラリー

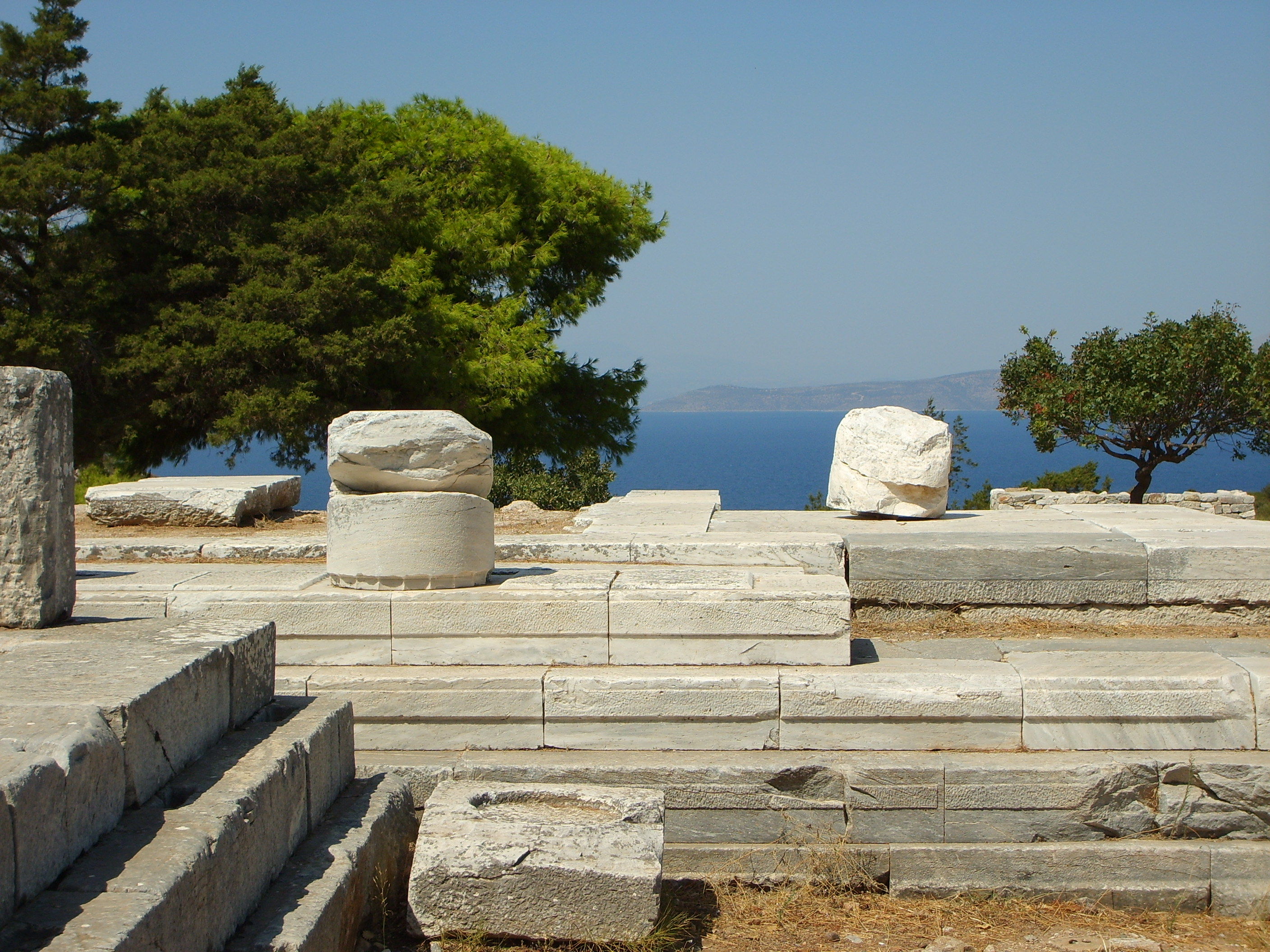
ネメシス神殿
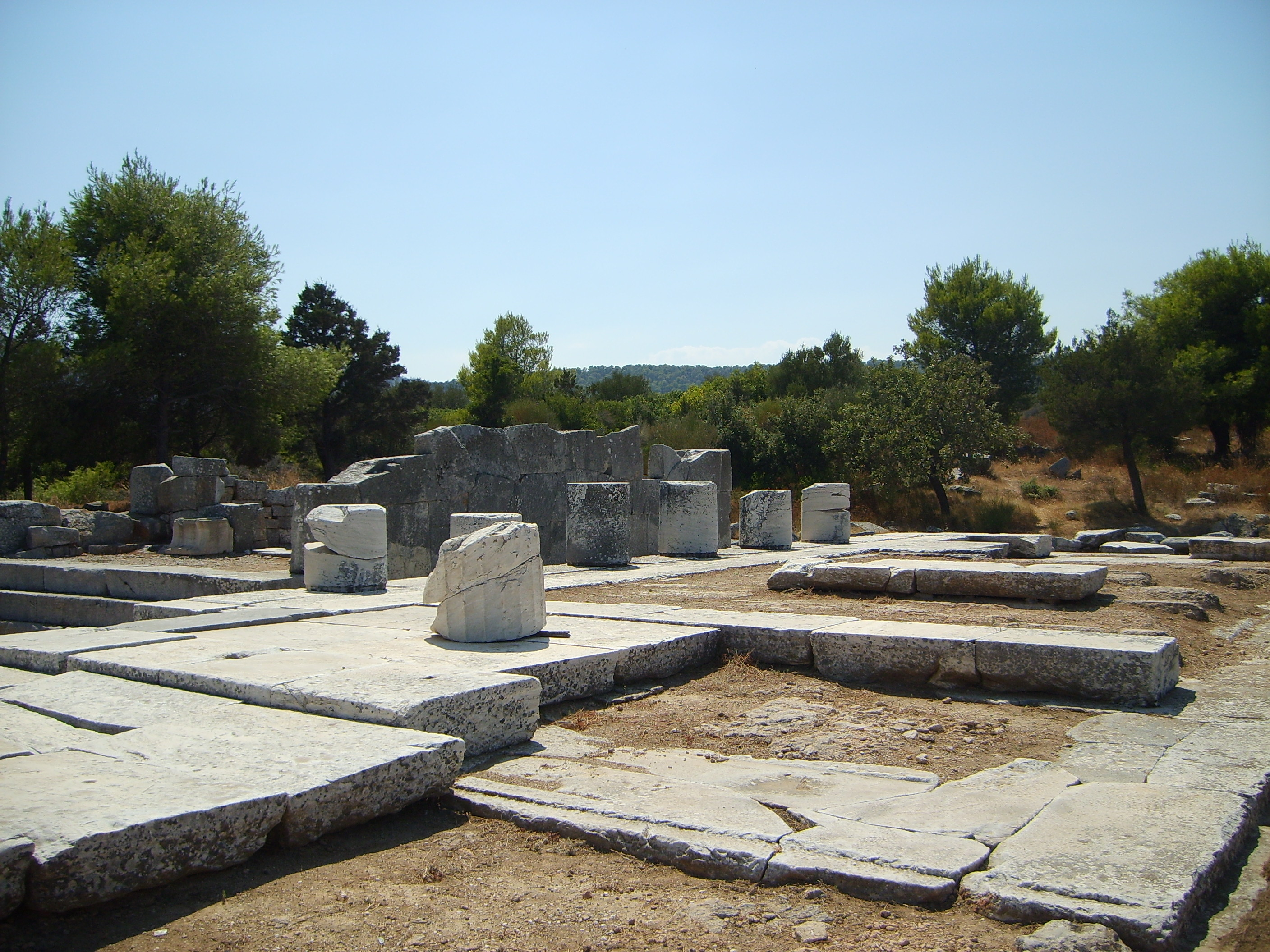
ネメシス神殿
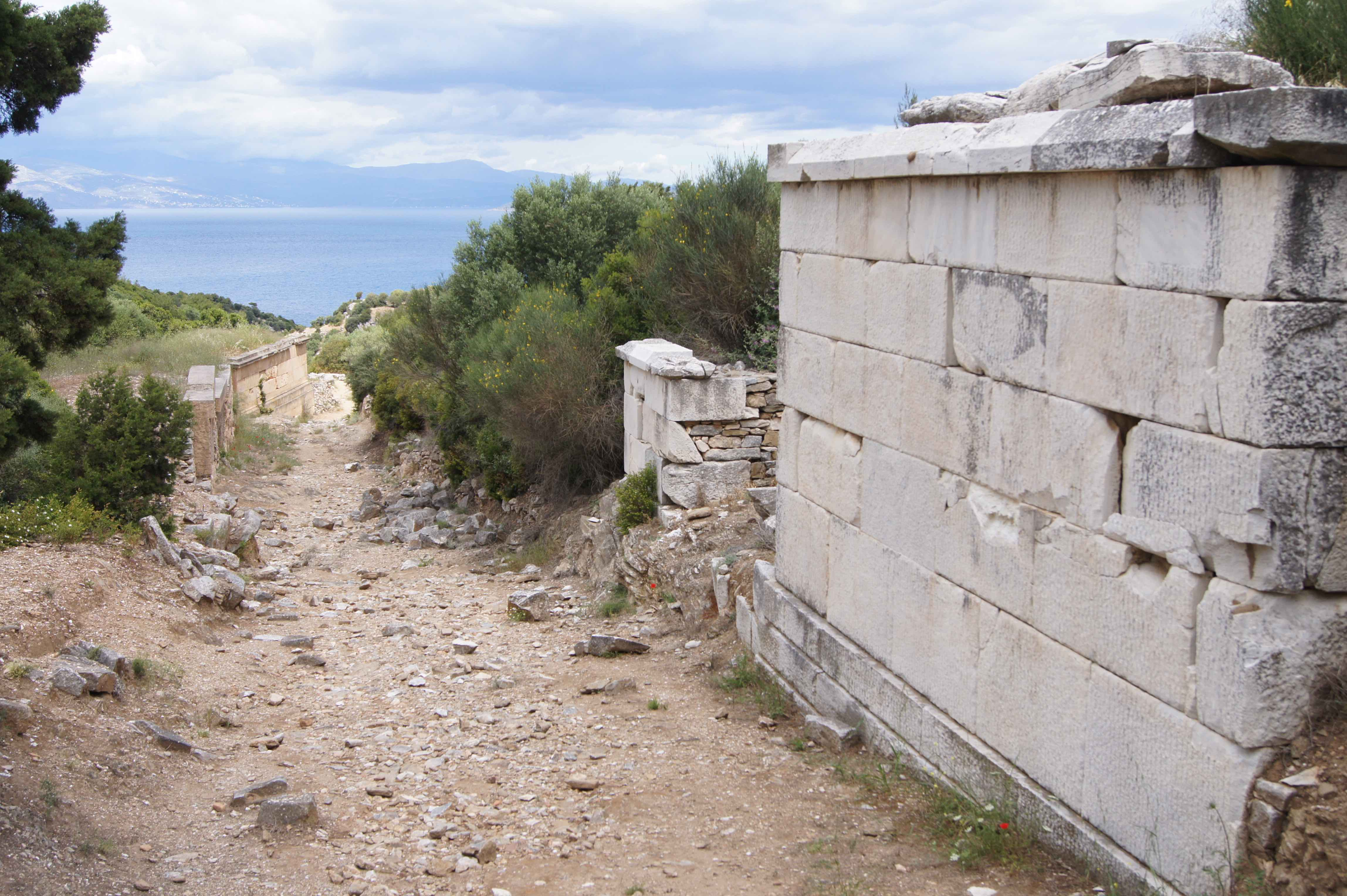
神殿の通り
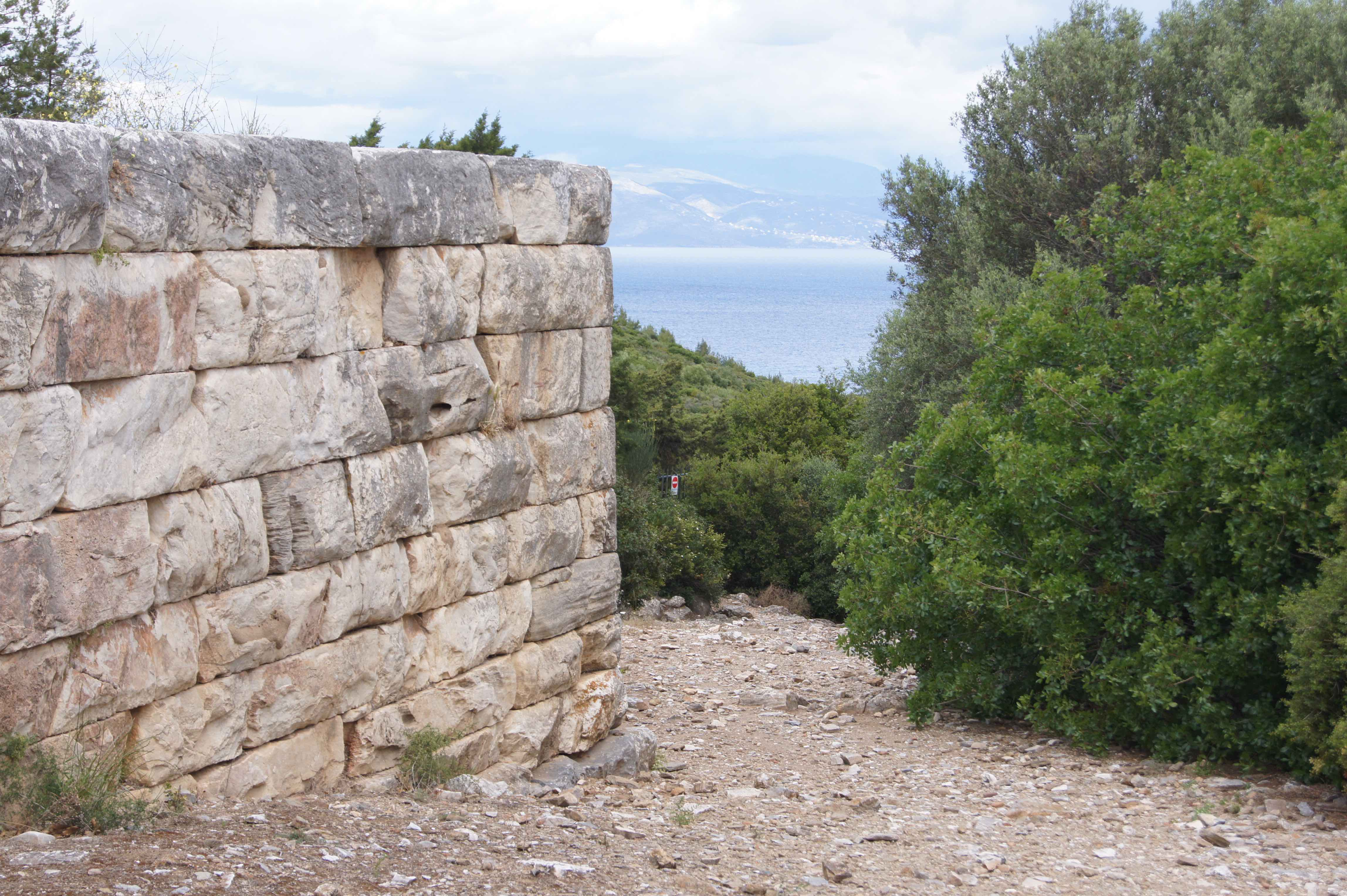
ネメシス神殿の基壇
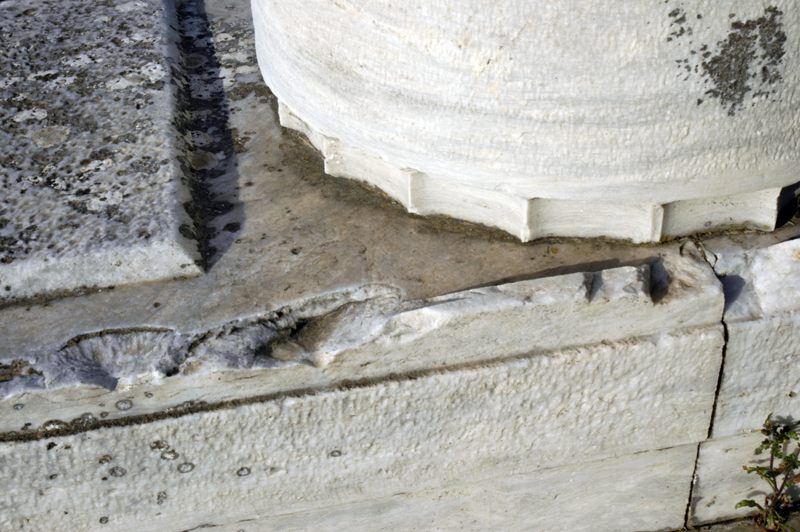
前5世紀の神殿の未完成部分
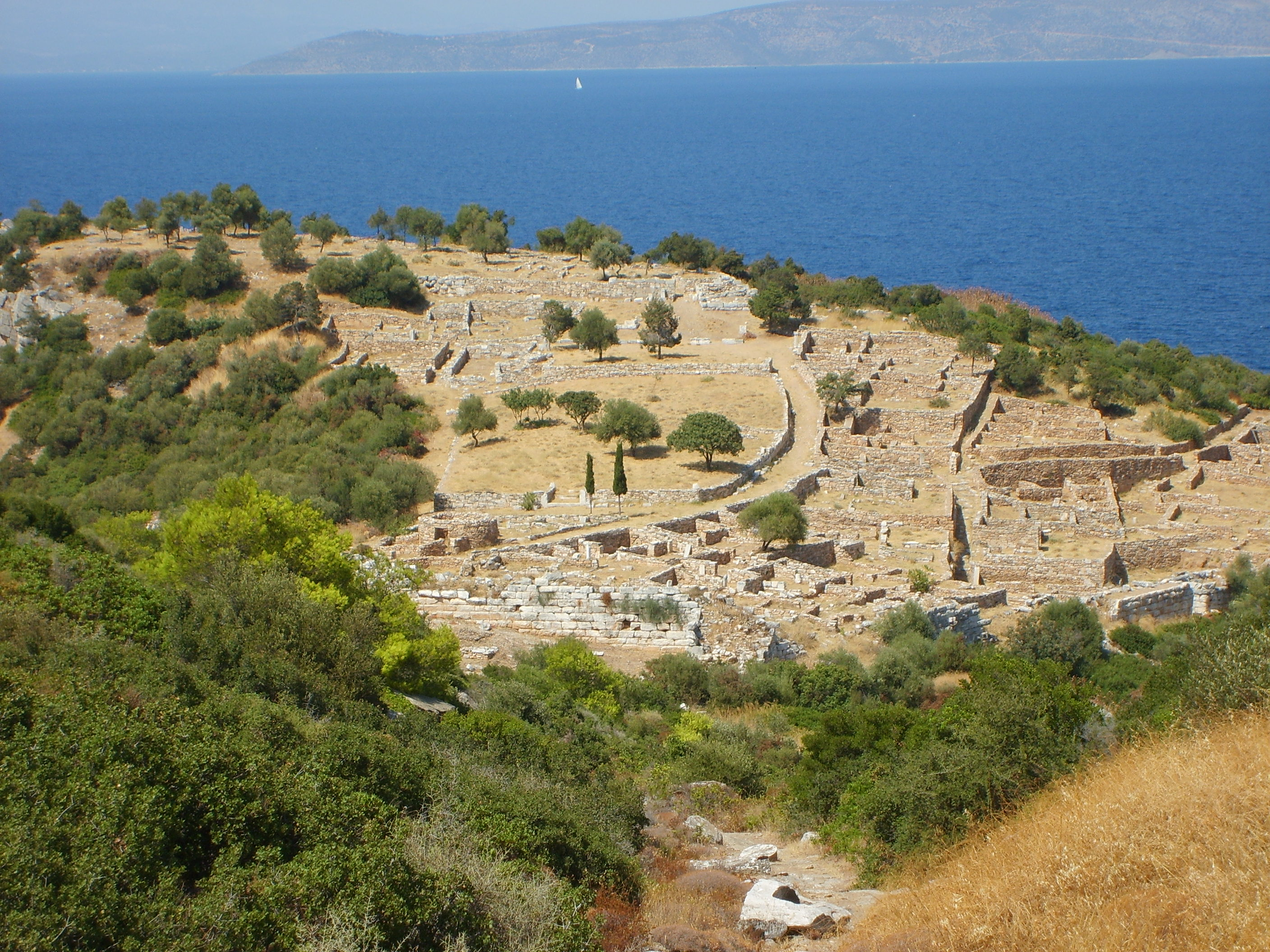
ラムヌス遺跡の外観
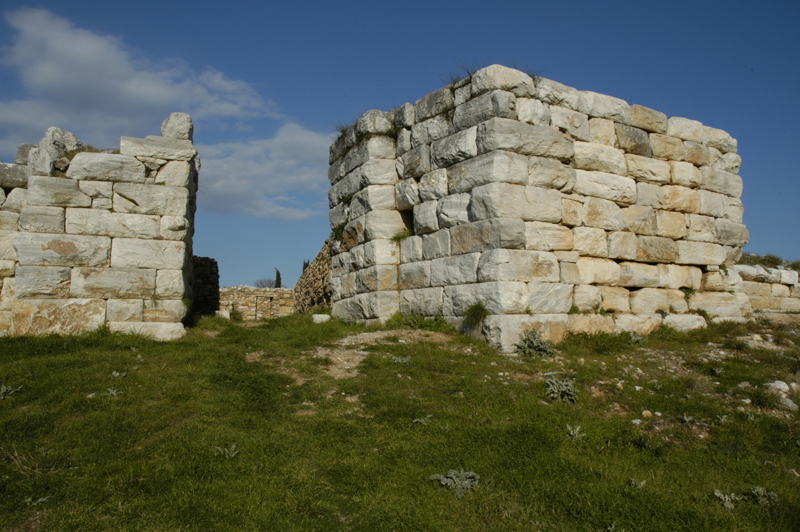
ラムヌス遺跡南門
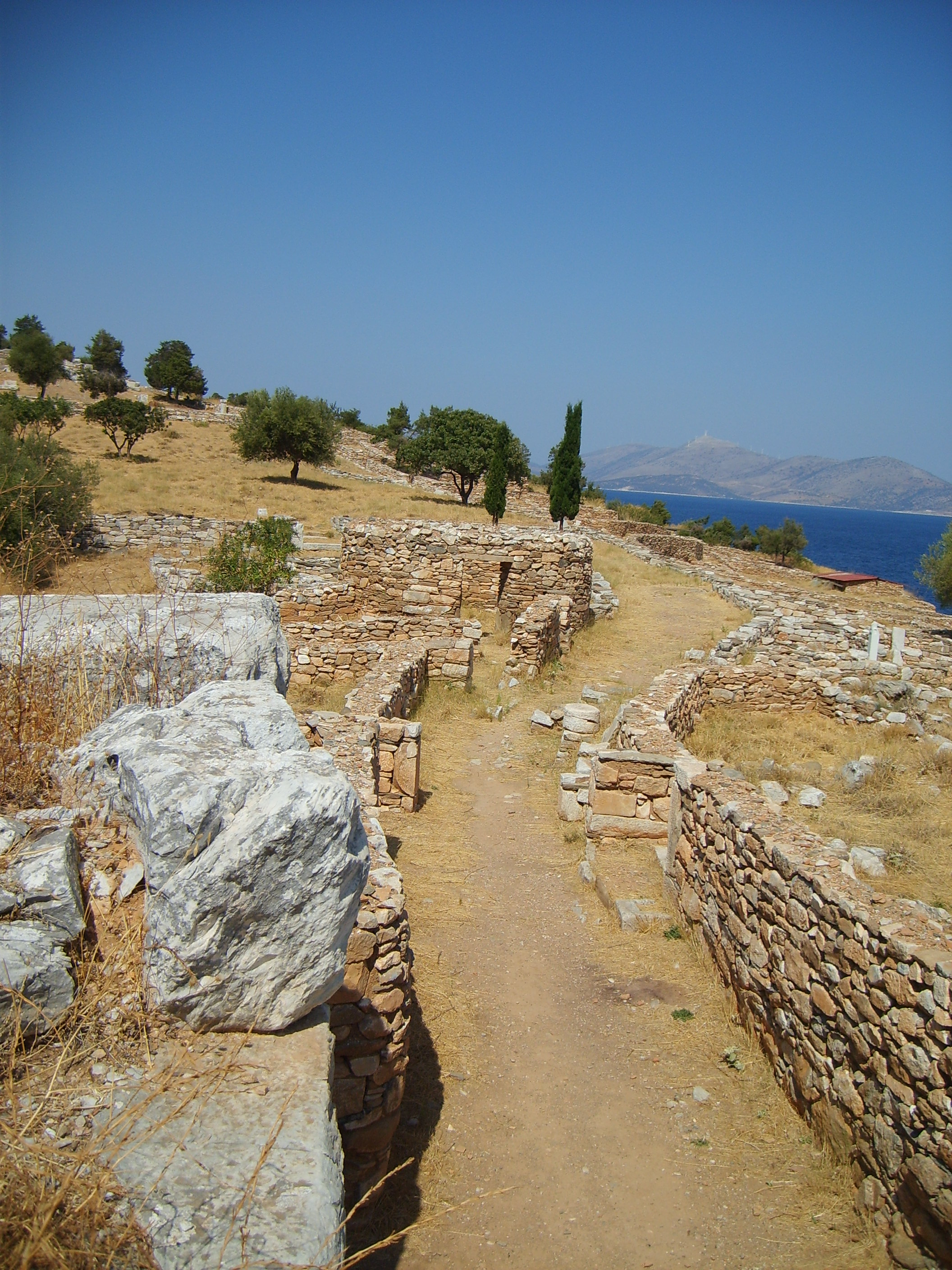
主要道路
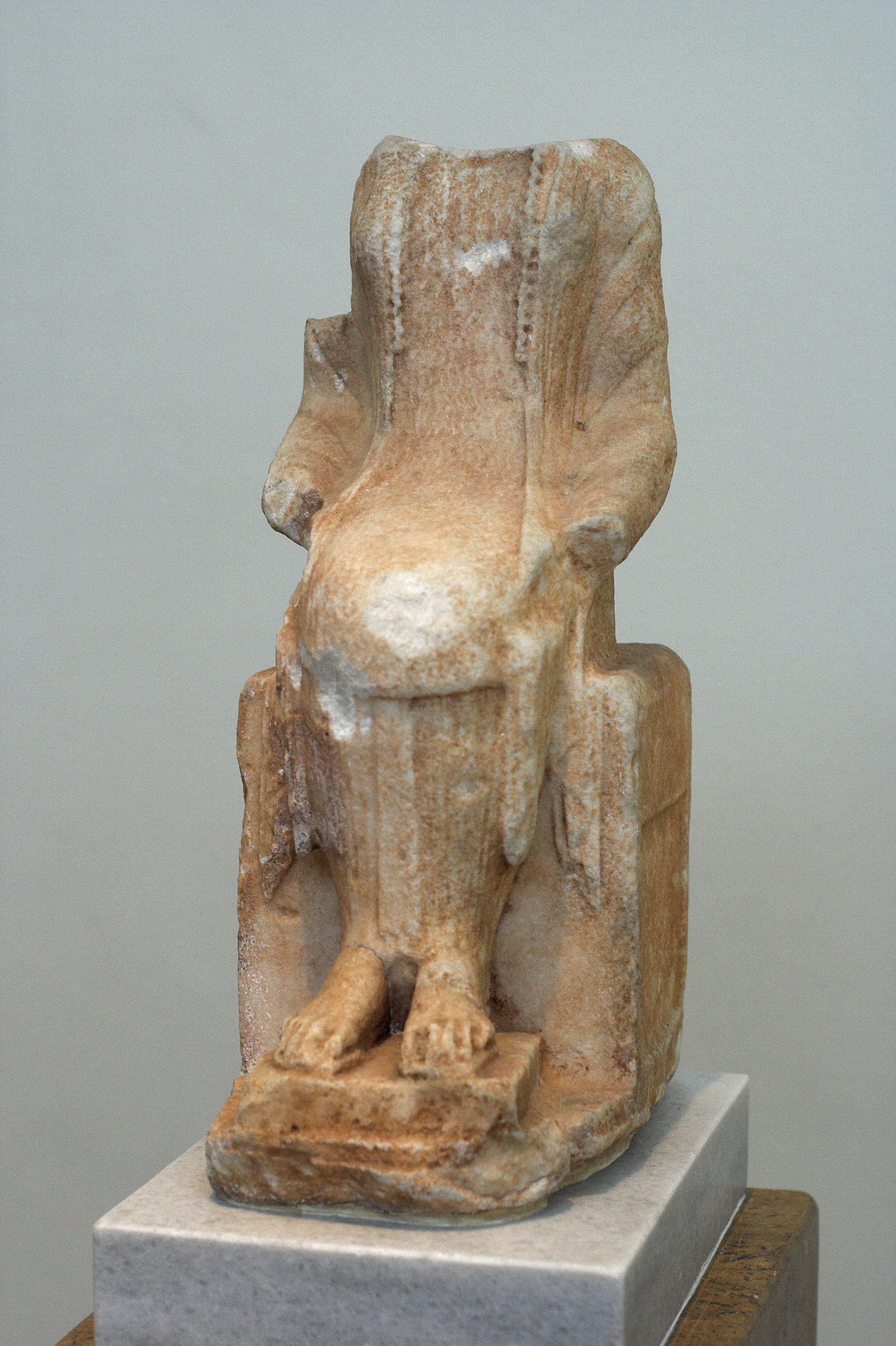
ラムヌス出土の女神像 アテネ国立考古学博物館所蔵
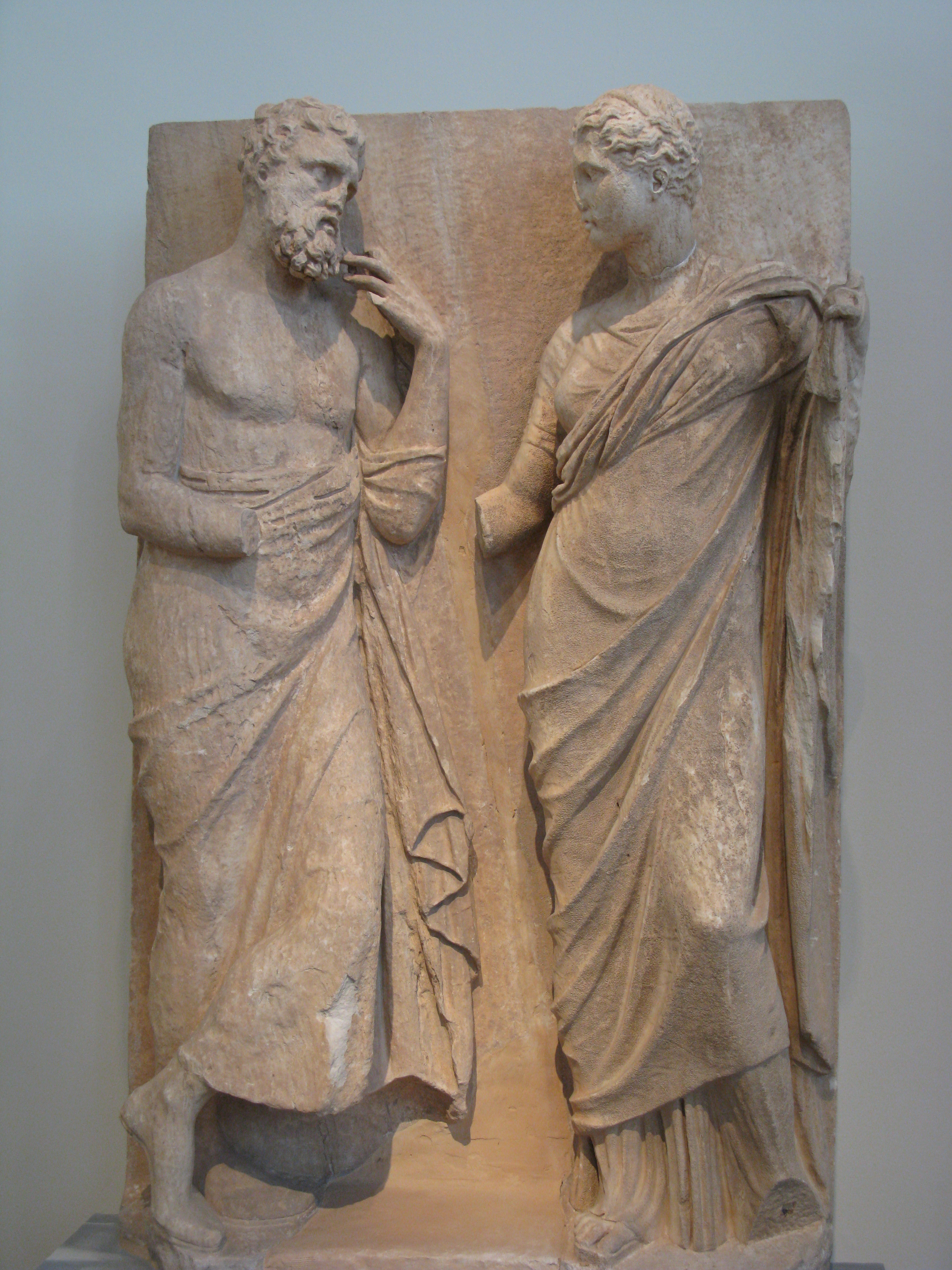
ラムヌス出土の男女の像 アテネ国立考古学博物館所蔵